# Горбунов, Павел Петрович
Павел Петро́вич Горбуно́в (2 декабря 1885, Кокчетав, Акмолинская область — 9 декабря 1937, Коммунарка, Московская область) — советский политический и государственный деятель, революционер, член Российской социал-демократической рабочей партии (большевиков), член Правления Государственного Банка СССР.

## Биография
Павел Петрович Горбунов родился 2 декабря 1885 года уездном городе Кокчетав в Акмолинской области Российской империи (ныне город Кокшетау, административный центр Акмолинской области Республики Казахстан) в семье казака. Русский. Образование незаконченное среднее.
В юности увлекшись марксизмом, Павел Петрович вступил в Российскую социал-демократическую рабочей партию (большевиков). Приехал в конце 1910-х в Москву, где в дальнейшем и провёл всю оставшуюся жизнь. С декабря 1921 года П. П. Горбунов на партийной работе в должности Управляющего делами ЦК РКП(б), которую занимал до декабря 1922 года. С марта 1924 года по июль 1925 года работал Управляющим Московской областной конторой Госбанка. В августе 1937 года Горбунов занял пост члена Правления Государственного Банка СССР и стал начальником Управления по кредитованию организаций лесной промышленности Государственного Банка СССР. 25 августа 1937 года П. П. Горбунов был арестован по обвинению в участии в троцкистской шпионской террористической и вредительской организации. 9 декабря 1937 года по приговору Военной коллегии Верховного Суда СССР расстрелян. Реабилитирован в июне 1956 года.